# Monia
Monia  è un nome proprio di persona italiano femminile.

## Origine e diffusione
Nome dall'etimologia dubbia; secondo alcune fonti, rappresenta l'adattamento italiano di un nome spagnolo, Monja, basato sul termine greco μονος (monos, "uno", "solo"), ed è talvolta accostato a Monica (anch'esso basato, secondo alcune ipotesi, su tale elemento); altri lo considerano invece una variante del nome Mona. In alcuni casi, inoltre, può avere origini russe, sia come ipocoristico di Матрона (Matrona), sia come variante di Маня (Manja), un ipocoristico di Мария (Marija).
Il nome si è diffuso in Italia a partire dal 1968, grazie al successo di una canzone intitolata Monia cantata dal gruppo musicale The Communicatives e alla ripubblicazione in lingua francese di una canzone del cantante svedese Peter Holm dal titolo Monia (Monja nell'originale svedese, distribuito in Italia col titolo Monya.

## Onomastico
Essendo un nome adespota, ossia privo di santa patrona, l'onomastico si può eventualmente festeggiare il 1º novembre, in occasione di Ognissanti.

## Persone
- Monia Baccaille, ciclista italiana

## Curiosità
- Il nome Monia è l'anagramma di Naomi, la forma inglese del nome italiano Noemi.